# Acyl-CoA-Dehydrogenase-Mangel
Der Acyl-CoA-Dehydrogenase-Mangel ist eine Gruppe von seltenen angeborenen Stoffwechselerkrankungen mit verschiedenen Defekten der Acyl-CoA-Dehydrogenasen und dadurch gestörtem Abbau von Fettsäuren.
Zu dieser Gruppe gehören:
- Multipler Acyl-CoA-Dehydrogenase-Mangel, Synonym: MAD-Mangel[2]
- Transienter neonataler MAD-Mangel[3]
- Kurzketten-Acyl-CoA-Dehydrogenase-Mangel,Synonyme: ACADS-Mangel; SCAD-Mangel; SCADD[4]
- Medium-Chain-Acyl-CoA-Dehydrogenase-Mangel, häufigste Form, Synonyme: ACADM-Mangel; MCAD-Mangel; Sekundärer Carnitin-Mangel durch Mittelketten-Acyl-CoA-Dehydrogenase-Mangel
- Very-Long-Chain-Acyl-CoA-Dehydrogenase-Mangel, Synonym: VLCAD-Mangel[5]
- kurz/verzweigtkettiger Acyl-CoA-Dehydrogenase-Mangel, Synonyme: 2-Methylbutyryl-CoA-Dehydrogenase-Mangel; Entwicklungsverzögerung durch 2-Methylbutyryl-CoA-Dehydrogenase-Mangel; SBCAD-Mangel[6]
- Acyl-CoA-Dehydrogenase-9-Mangel[7]